# Jean-Nicolas Pache

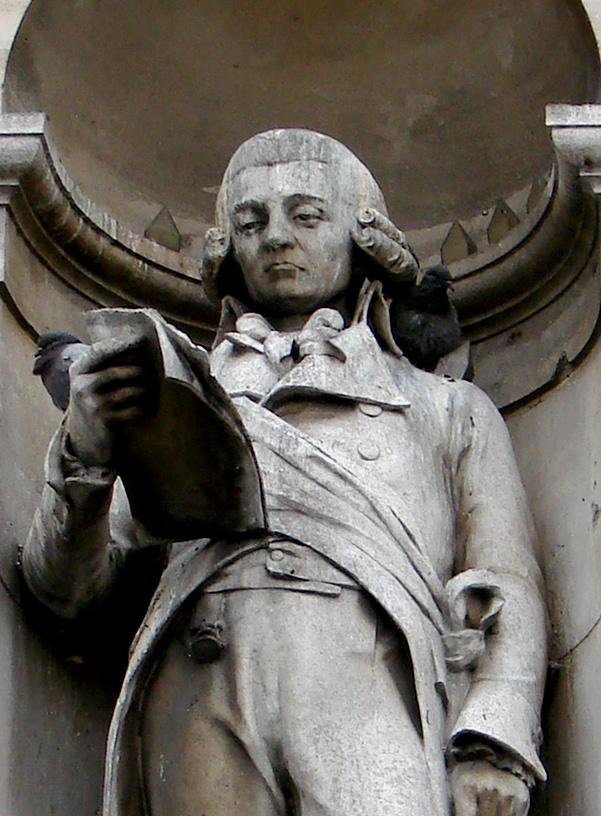
Jean-Nicolas Pache.

Jean-Nicolas Pache, född den 5 maj 1746 i Paris, död den 18 november 1823 i Thin-le-Moutier, departementet Ardennes, var en fransk politiker. 
Pache blev krigsminister den 19 oktober 1792, men väckte snart sina forna vänner girondisternas misstankar som anhängare av Marat och måste avgå den 3 februari 1793, sedan han redan hunnit ådagalägga mycken partiskhet för sina radikala meningsfränder. Han valdes då i stället, med bergpartiets hjälp, till mär i Paris, komprometterades snart genom förbindelser med hébertisterna, avsattes (i april 1794) och fängslades, men Robespierre dröjde med att ställa honom inför revolutionstribunalet, och efter skräckregementets fullständiga upphörande (hösten 1794) kom den allmänna amnestin även Pache till godo. Han drog sig då för alltid tillbaka från det offentliga livet. 